# Alassane Pléa
Pour les articles homonymes, voir Pléa.
Alassane Pléa, né le 10 mars 1993 à Lille en France, est un footballeur international français jouant au poste d'attaquant au PSV Eindhoven. 
Il est sélectionné en équipe de France à partir de 2018.

## Biographie
Son père est malien, maire d’un village dans son pays. Ayant grandi à Villeneuve-d'Ascq, Alassane Pléa a commencé le football à l'US Ascq avant de s'engager à l'été 2008 à l'ES Wasquehal.

### Olympique lyonnais
L'été suivant, Pléa part pour le centre de formation de l'Olympique lyonnais. Débarqué du club de Wasquehal lors de la saison 2009-2010, il effectue sa première saison avec les U17 de l'OL. Repositionné sur le couloir droit, il enchaîne ensuite avec l'équipe réserve, évoluant en CFA et notamment composée de Corentin Tolisso, Jordan Ferri, Nabil Fekir, Clinton Njie et Anthony Martial. Il fait sa première apparition avec les professionnels le 27 juillet 2011 lors d'un match de préparation face aux Ukrainiens du Chakhtar Donetsk. Il commence à jouer avec l'équipe réserve de l'OL à partir de 2010. Il fait ses grands débuts en équipe professionnelle de l'Olympique lyonnais le 7 octobre 2012 contre le FC Lorient en Ligue 1, en entrant en toute fin de match à la 90e minute. Il marque son premier but en pro lors du match contre Rijeka en Ligue Europa, le 7 novembre 2013.

### Prêt à l'AJ Auxerre
En janvier 2014, il est prêté à l'AJA. Il fait ses débuts avec le club ajaïste dix jours après son arrivée, lors d'une rencontre de Coupe de France face à Rennes. Il inscrit son premier but pour l'AJA lors de la 29e journée de Ligue 2, le 21 mars 2014, à l'occasion d'un déplacement à Créteil. À l'issue de ce prêt, il totalise 3 buts en 16 rencontres toutes compétitions confondues.

### OGC Nice
Le 27 août 2014, Pléa est transféré à l'OGC Nice pour remplacer Jérémy Pied, parti en prêt à l'En avant Guingamp. Il s'impose rapidement au sein d'une équipe niçoise jouant le milieu de tableau, grâce à sa vitesse et à une assez bonne technique.
Il réalise un bon début de saison 2015-2016, inscrivant deux buts et délivrant deux passes lors des trois premières journées de championnat. Une blessure au genou contractée lors de la 6e journée l'éloigne cependant des terrains jusqu'au mois de février.
Sous les ordres de Lucien Favre, sa saison 2016-2017 se révèle encore meilleure, inscrivant quatorze buts en trente-et-un matchs, faisant alors de lui le meilleur buteur de l'OGC Nice et un des facteurs du très bon début de saison du club qui termine la première moitié de saison « champion d'automne ». Cependant il se blesse gravement au genou droit le 12 février 2017 lors du match contre le Stade rennais, signant la fin de sa saison.

### Borussia Mönchengladbach
Le 13 juillet 2018, il s'engage en faveur du Borussia Mönchengladbach pour une durée de cinq ans, contre un montant de 25 millions d'euros. Il devient ainsi la recrue la plus chère de l'histoire de Mönchengladbach. À la suite d'un accord entre l'OGC Nice et l'Olympique lyonnais, son ancien club, touche 20 % de ce montant, soit 5 millions d'euros, iront au club rhodanien.
Pour son premier match avec son nouveau club, Pléa s'offre un triplé lors du premier tour de la coupe d'Allemagne contre  le BSC Hastedt (11-1). Il découvre la Bundesliga le 25 août 2018 en remplaçant Raffael contre le Bayer Leverkusen. Une nouvelle fois sur la banc le 1er septembre, Pléa rentre en jeu et inscrit le but du nul 1-1 contre Augsburg, son premier dans l'élite allemande. Dès lors, l'attaquant devient un titulaire régulier du Borussia et prend ses marques. Après un mois de septembre où il marque trois buts, Pléa participe à un succès surprise 0-3 au Bayern Munich le 6 octobre en ouvrant le score. Le Français réalise un triplé contre le Werder Brême le mois suivant qui offre une victoire 1-3 aux siens. Malgré une première partie de saison réussie avec neuf buts, les performances de Pléa diminuent à la phase retour au cours de laquelle il inscrit trois buts. Il finit sa première saison avec douze buts en championnat et quinze toutes compétitions confondues.
La saison 2019-2020 voit Pléa former un duo offensif efficace avec son compatriote Marcus Thuram, arrivé au mercato d'été,. Le 31 mai 2020, Pléa est le joueur clef d'un succès 4-1 à domicile face à l'Union Berlin où il marque un but et délivre deux passes à Thuram. Cette performance lui permet de réaliser le premier double-double de sa carrière avec dix buts et autant de passes en championnat.
Lors de la saison 2020-2021, Pléa joue la Ligue des champions. Le joueur s'illustre en adressant trois passes décisives lors des deux premiers matchs contre l'Inter Milan et le Real Madrid. Lors du troisième match contre le Chakhtar Donetsk, il inscrit son premier but avant de réaliser son premier triplé dans la compétition. Pléa devient par la même occasion le premier joueur du Borussia à inscrire un triplé dans un match de Ligue des Champions.

### En sélection
En juillet 2012, il participe avec l'équipe de France à l'Euro des moins de 19 ans et échoue en demi-finale aux tirs au but contre l'Espagne (2-2), mais il n'est pas retenu pour la Coupe du monde de football des moins de 20 ans 2013 remportée par la France.
Après de très bons débuts avec Mönchengladbach, Pléa est convoqué en équipe de France par Didier Deschamps le 12 novembre 2018, afin de pallier les forfaits d'Anthony Martial puis d'Alexandre Lacazette. Il honore sa première sélection le 20 novembre 2018 contre l'Uruguay lors d'un match amical en entrant en cours de partie à la place d'Olivier Giroud.
En octobre 2019, Pléa est convoqué en équipe de France pour pallier le forfait de Kylian Mbappé lors des matchs contre l'Islande et la Turquie, mais il n'entrera pas en jeu.

## Statistiques

### Statistiques détaillées
| Saison                | Club                     | Championnat           | Championnat | Championnat | Championnat | Coupe nationale | Coupe nationale | Coupe nationale | Coupe de la Ligue | Coupe de la Ligue | Coupe de la Ligue | Supercoupe | Supercoupe | Supercoupe | Compétition(s) continentale(s) | Compétition(s) continentale(s) | Compétition(s) continentale(s) | Compétition(s) continentale(s) | Total                                                           | Total | Total |
| Saison                | Club                     | Division              | M.          | B.          | P.d.        | M.              | B.              | P.d.            | M.                | B.                | P.d.              | M.         | B.         | P.d.       | Comp.                          | M.                             | B.                             | P.d.                           | M.                                                              | B.    | P.d.  |
| 2010-2011             | Olympique lyonnais rés.  | CFA                   | 12          | 3           | -           | -               | -               | -               | -                 | -                 | -                 | -          | -          | -          | -                              | -                              | -                              | -                              | 12                                                              | 3     | 0     |
| 2011-2012             | Olympique lyonnais rés.  | CFA                   | 19          | 7           | -           | -               | -               | -               | -                 | -                 | -                 | -          | -          | -          | -                              | -                              | -                              | -                              | 19                                                              | 7     | 0     |
| 2012-2013             | Olympique lyonnais rés.  | CFA                   | 27          | 10          | -           | -               | -               | -               | -                 | -                 | -                 | -          | -          | -          | -                              | -                              | -                              | -                              | 27                                                              | 10    | 0     |
| 2014-2015             | Olympique lyonnais rés.  | CFA                   | 1           | 1           | -           | -               | -               | -               | -                 | -                 | -                 | -          | -          | -          | -                              | -                              | -                              | -                              | 1                                                               | 1     | 0     |
| Sous-total            | Sous-total               | Sous-total            | 59          | 21          | -           | -               | -               | -               | -                 | -                 | -                 | -          | -          | -          | -                              | -                              | -                              | -                              | 59                                                              | 21    | 0     |
| 2012-2013             | Olympique lyonnais       | Ligue 1               | 1           | 0           | 0           | -               | -               | -               | -                 | -                 | -                 | -          | -          | -          | C3                             | 2                              | 0                              | 0                              | 3                                                               | 0     | 0     |
| 2013-2014             | Olympique lyonnais       | Ligue 1               | 6           | 0           | 0           | -               | -               | -               | -                 | -                 | -                 | -          | -          | -          | C3                             | 3                              | 1                              | 0                              | 9                                                               | 1     | 0     |
| Sous-total            | Sous-total               | Sous-total            | 7           | 0           | 0           | -               | -               | -               | -                 | -                 | -                 | -          | -          | -          | -                              | 5                              | 1                              | 0                              | 12                                                              | 1     | 0     |
| 2013-2014             | AJ Auxerre (prêt)        | Ligue 2               | 15          | 3           | 1           | 1               | 0               | 0               | -                 | -                 | -                 | -          | -          | -          | -                              | -                              | -                              | -                              | 16                                                              | 3     | 1     |
| Sous-total            | Sous-total               | Sous-total            | 15          | 3           | 1           | 1               | 0               | 0               | -                 | -                 | -                 | -          | -          | -          | -                              | -                              | -                              | -                              | 16                                                              | 3     | 1     |
| 2014-2015             | OGC Nice                 | Ligue 1               | 33          | 3           | 7           | 1               | 0               | 0               | 1                 | 0                 | 0                 | -          | -          | -          | -                              | -                              | -                              | -                              | 35                                                              | 3     | 7     |
| 2015-2016             | OGC Nice                 | Ligue 1               | 19          | 6           | 4           | -               | -               | -               | -                 | -                 | -                 | -          | -          | -          | -                              | -                              | -                              | -                              | 19                                                              | 6     | 4     |
| 2016-2017             | OGC Nice                 | Ligue 1               | 25          | 11          | 2           | 1               | 1               | 0               | 1                 | 1                 | 0                 | -          | -          | -          | C3                             | 5                              | 1                              | 0                              | 32                                                              | 14    | 2     |
| 2017-2018             | OGC Nice                 | Ligue 1               | 35          | 16          | 4           | 1               | 0               | 0               | 2                 | 1                 | 0                 | -          | -          | -          | C1+C3                          | 3+8                            | 0+4                            | 0+1                            | 49                                                              | 21    | 5     |
| Sous-total            | Sous-total               | Sous-total            | 112         | 36          | 17          | 3               | 1               | 0               | 4                 | 2                 | 0                 | -          | -          | -          | -                              | 16                             | 5                              | 1                              | 135                                                             | 44    | 18    |
| 2018-2019             | Borussia Mönchengladbach | Bundesliga            | 34          | 12          | 4           | 1               | 3               | 0               | -                 | -                 | -                 | -          | -          | -          | -                              | -                              | -                              | -                              | 35                                                              | 15    | 4     |
| 2019-2020             | Borussia Mönchengladbach | Bundesliga            | 27          | 10          | 10          | 1               | 0               | 0               | -                 | -                 | -                 | -          | -          | -          | C3                             | 5                              | 0                              | 1                              | 33                                                              | 10    | 11    |
| 2020-2021             | Borussia Mönchengladbach | Bundesliga            | 29          | 6           | 1           | 2               | 1               | -               | -                 | -                 | -                 | -          | -          | -          | C1                             | 8                              | 5                              | 3                              | 39                                                              | 12    | 4     |
| 2021-2022             | Borussia Mönchengladbach | Bundesliga            | 33          | 10          | 6           | 3               | 0               | 0               | -                 | -                 | -                 | -          | -          | -          | -                              | -                              | -                              | -                              | 36                                                              | 10    | 6     |
| 2022-2023             | Borussia Mönchengladbach | Bundesliga            | 29          | 2           | 5           | 2               | 0               | 2               | -                 | -                 | -                 | -          | -          | -          | -                              | -                              | -                              | -                              | 31                                                              | 2     | 7     |
| 2023-2024             | Borussia Mönchengladbach | Bundesliga            | 27          | 7           | 4           | 3               | 0               | 0               | -                 | -                 | -                 | -          | -          | -          | -                              | -                              | -                              | -                              | 30                                                              | 7     | 4     |
| 2024-2025             | Borussia Mönchengladbach | Bundesliga            | 30          | 11          | 5           | 2               | 1               | 1               | -                 | -                 | -                 | -          | -          | -          | -                              | -                              | -                              | -                              | 32                                                              | 12    | 6     |
| Sous-total            | Sous-total               | Sous-total            | 209         | 58          | 34          | 14              | 5               | 3               | -                 | -                 | -                 | -          | -          | -          | -                              | 13                             | 5                              | 5                              | 236                                                             | 68    | 42    |
| 2025-2026             | PSV Eindhoven            | Eredivisie            | 2           | 1           | 1           | 0               | 0               | 0               | -                 | -                 | -                 | 1          | 0          | 0          | C1                             | -                              | -                              | -                              | 3                                                               | 1     | 1     |
| Sous-total            | Sous-total               | Sous-total            | 2           | 1           | 1           | 0               | 0               | 0               | -                 | -                 | -                 | 1          | 0          | 0          | -                              | 0                              | 0                              | 0                              | Erreur d’expression : caractère de ponctuation « » non reconnu. | 1     | 1     |
| Total sur la carrière | Total sur la carrière    | Total sur la carrière | 404         | 119         | 53          | 18              | 6               | 3               | 4                 | 2                 | 0                 | 1          | 0          | 0          | -                              | 34                             | 11                             | 6                              | 461                                                             | 138   | 62    |

## En sélection nationale
| Saison                | Sélection             | Phases finales        | Phases finales | Phases finales | Phases finales | Éliminatoires | Éliminatoires | Éliminatoires | Matchs amicaux | Matchs amicaux | Matchs amicaux | Total | Total | Total |
| Saison                | Sélection             | Compétition           | M              | B              | Pd             | M             | B             | Pd            | M              | B              | Pd             | M     | B     | Pd    |
| --------------------- | --------------------- | --------------------- | -------------- | -------------- | -------------- | ------------- | ------------- | ------------- | -------------- | -------------- | -------------- | ----- | ----- | ----- |
| 2018-2019             | France                | -                     | -              | -              | -              | -             | -             | -             | 1              | 0              | 0              | 1     | 0     | 0     |
| Total sur la carrière | Total sur la carrière | Total sur la carrière | -              | -              | -              | -             | -             | -             | 1              | 0              | 0              | 1     | 0     | 0     |

### Liste des matchs sélection nationale
| Détails des sélections en équipe de France | Détails des sélections en équipe de France | Détails des sélections en équipe de France | Détails des sélections en équipe de France | Détails des sélections en équipe de France | Détails des sélections en équipe de France | Détails des sélections en équipe de France      |
|                                            | Date                                       | Lieu                                       | Adversaire                                 | Score                                      | Compétition                                | Notes                                           |
| ------------------------------------------ | ------------------------------------------ | ------------------------------------------ | ------------------------------------------ | ------------------------------------------ | ------------------------------------------ | ----------------------------------------------- |
| 1                                          | 20 novembre 2018                           | Stade de France, Paris, France             | Uruguay                                    | 1 - 0                                      | Amical                                     | Entre en jeu à la place d'Olivier Giroud (80e). |